# Thalasokracie

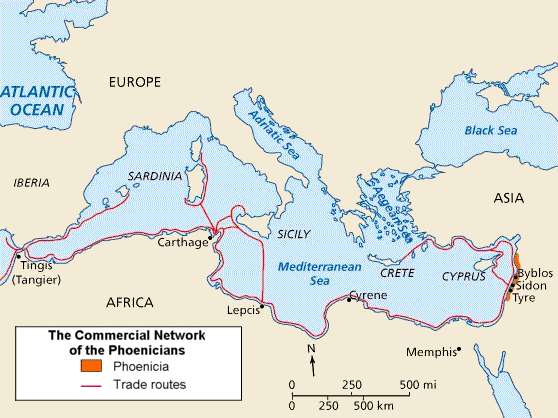
Mapa foinické thalasokracie ve Středozemním moři

Thalasokracie (z řečtiny θαλασσοκρατία – vláda nad mořem) je politický systém opírající se o nadvládu nad mořem (např. středověké městské obchodní republiky: Benátky, Janov, Pisa). Thalasokracií byly rovněž v době svého rozkvětu starověká Mínojská civilizace nebo foinická civilizace.